# Arenetra
Arenetra is een geslacht van insecten uit de orde vliesvleugeligen (Hymenoptera) en de familie Ichneumonidae.

## Soorten
- A. agrotidis Kokujev, 1906
- A. autumnalis Townes, 1978
- A. canadensis Cresson, 1868
- A. criddlei Townes, 1978
- A. fumipennis Townes, 1978
- A. genangusta Sheng, Zhang & Yang, 1997
- A. hirsutula Walley, 1931
- A. leucotaenia Viereck, 1905
- A. nigrita Cresson, 1870
- A. pallipes Harrington, 1894
- A. pilosella (Gravenhorst, 1829)
- A. rufipes Cresson, 1870
- A. tenuis Townes, 1978